# Sergio William Navarro
Sergio William Navarro (n. Montevideo, Uruguay, 14 de marzo de 1968) es un exfutbolista uruguayo. Se desempeñaba como guardameta y jugó en diversos equipos de Uruguay, Brasil, Colombia, Perú y Paraguay.

## Clubes
| Club                 | País     | Año       |
| -------------------- | -------- | --------- |
| Danubio FC           | Uruguay  | 1987-1991 |
| Basañez              | Uruguay  | 1992-1993 |
| River Plate FC       | Uruguay  | 1994      |
| Danubio FC           | Uruguay  | 1995      |
| Vasco da Gama        | Brasil   | 1995      |
| Peñarol              | Uruguay  | 1996      |
| Deportivo Cali       | Colombia | 1997      |
| Montevideo Wanderers | Uruguay  | 1998      |
| River Plate FC       | Uruguay  | 1998-1999 |
| Sporting Cristal     | Perú     | 2000      |
| Olimpia              | Paraguay | 2001      |
| River Plate FC       | Uruguay  | 2002      |
| Central Español      | Uruguay  | 2003      |
| Plaza Colonia        | Uruguay  | 2004      |
| Miramar Misiones     | Uruguay  | 2005      |